# Шафиров, Пётр Павлович
Пётр Па́влович Шафи́ров (1669, Смоленск, Русское царство — 1 марта 1739, Санкт-Петербург, Российская империя) — второй по рангу после Гаврилы Головкина дипломат петровского времени, барон (1710—1723, с 1726), вице-канцлер. 
Пётр Павлович кавалер ордена Святого Андрея Первозванного (1719). В 1701—1722 годах фактически руководил российской почтой. Первый в России генерал-почт-директор (1722 г.). В 1723 году приговорён к смертной казни по обвинению в злоупотреблениях, но после смерти Петра I смог вернуться к дипломатической деятельности. Его именем назван Шафировский проспект Санкт-Петербурга. По мнению некоторых сочинение Журнала Петра Великого принадлежит Петру Павловичу Шафирову.

## Биография

### Происхождение
Происходил из семьи белорусских евреев Шафировых, поселившихся в Орше и Смоленске и, наряду с Аршеневскими и Веселовскими, перешедших в православие после взятия Смоленска русскими в 1654 году.
Происхождение Шафирова пытались использовать против него враги; например, Г. Г. Скорняков-Писарев писал про его брата Михаила: «Михайла Шафиров не иноземец, но жидовской природы, холопа боярского, прозванием Шаюшки, сын, а отец Шаюшкин был в Орше у школьника шафором [то есть кучером], которого родственник и ныне обретается в Орше, жид Зелман».
Согласно другим сведениям, русская фамилия отца Петра Шафирова Павла Филипповича Шафирова (до крещения — Шая Сапсаев; 1648—1706) происходила от слова «сапфир».

### Начало карьеры
Начал службу в 1691 году в том же Посольском приказе, где служил и его отец, переводчиком. Впервые выдвинул его, дав титул тайного секретаря (1704), Ф. А. Головин, преемник которого Г. И. Головкин переименовал его в вице-канцлера. В этом звании он в основном и управлял Посольским приказом.

### Соратник Петра Великого
Сопровождая Петра Великого во время его путешествий и походов, Шафиров принимал участие в заключении договора с польским королём Августом II (1701) и с послами седмиградского князя Ракоци. 16 июня 1709 года пожалован в тайные советники и произведён в вице-канцлеры. В 1711 году Шафиров заключил с турками Прутский мирный договор и сам вместе с графом M. Б. Шереметевым остался у них заложником.
По возвращении в 1714 году в Россию заключил договоры:
- в 1715 году с Данией, о взаимном содействии против шведов;
- в 1716 году, относительно бракосочетания царевны Екатерины Иоанновны с мекленбург-шверинским герцогом Карлом Леопольдом;
- в 1717 году, с Пруссией и Францией, о сохранении мира в Европе (Амстердамский договор).

Около 1716 года Шафиров, по поручению Петра I, написал знаменитое «Рассуждение о причинах войны», которое было дважды напечатано (в 1716 и в 1722 годах) и в котором борьба со шведским королём была представлена как необходимость, вызванная существенными потребностями государства. В «заключении» к нему Пётр I проводил мысль о необходимости довести дело до конца и не мириться, прежде чем не обеспечено будет обладание Балтийским морем. Шафиров написал около этого времени и «Дедикацию, или Приношение царевичу Петру Петровичу о премудрых, храбрых и великодушных делах его величества государя Петра I».
В 1722 году получил чин действительного тайного советника, назначен сенатором. «Он очень мал ростом и так неестественно толст, что едва может двигаться», — характеризовал его в эти годы Ф. В. Берхгольц. Дом Шафирова на берегу Большой Невки считался одним из лучших в Санкт-Петербурге. По словам Берхгольца, в этом доме была «необыкновенная большая зала, если не самая обширная и лучшая в Петербурге, то, наверное, одна из лучших».
В 1722 году, после публикации «Табели о рангах», Шафиров стал первым генерал-почт-директором.

### Опала
В начале 1723 года Шафиров рассорился с могущественным князем А. Д. Меншиковым и обер-прокурором Г. Г. Скорняковым-Писаревым. Он выяснил, что вокруг подаренного светлейшему князю Почепа тот «начал прирезать себе соседние участки, а казаков, которые этому противились, сажал за решетку», причём его сподручником выступал полковник Богдан Скорняков-Писарев, брат обер-прокурора. В ответ обер-прокурор обвинил в казнокрадстве брата самого Шафирова, служившего в Ревизион-коллегии; притом указывал, что даже после ликвидации этого учреждения он продолжал получать жалование. Дело дошло до пьяных драк между двумя сановниками: «Оной Шафиров… на безгласно шумнаго [мертвецки пьяного] меня вынимал шпагу и хотел заколоть, но не допустили до того тут будущие», — подавал жалобу Скорняков-Писарев.
Когда дело Шафирова о злоупотреблениях по почтовому ведомству, выявленных Скорняковым-Писаревым, рассматривал Правительствующий сенат, обвиняемый, в нарушение регламента, отказался покинуть зал и вступил в шумную перебранку со своими врагами Меншиковым и Головкиным. В результате 15 февраля 1723 года комиссией из 10 сенаторов он был лишён чинов, титула и имения и приговорён к смертной казни; последнюю Пётр I заменил ссылкой в Сибирь, но на пути туда позволил ему остановиться «на жительство» в Нижнем Новгороде «под крепким караулом», где ему со всей семьёй отпускалось на содержание в день 33 копейки. По свидетельствам современников, указ об отмене смертного приговора зачитан был П. П. Шафирову прямо на плахе, после того как он положил на неё свою голову, причём палач успел опустить топор, но мимо.

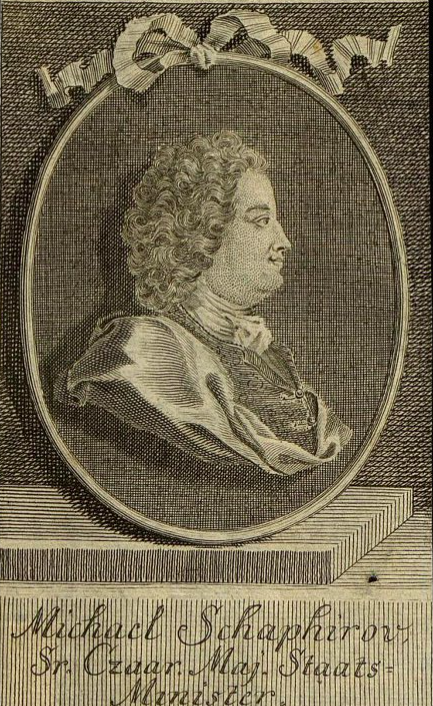
Гравюра 1730-х

### Возвращение к государственной деятельности
Императрица Екатерина I по восшествии на престол, в феврале 1725 года, возвратила Шафирова из ссылки, вернула ему баронский титул, присвоила чин действительного статского советника (1725), сделала президентом Коммерц-коллегии и поручила составление истории Петра Великого.
В 1730—1732 годах — посланник (полномочный министр) в Персии, 21 января (1 февраля)  1732 года заключил Рештский договор с персидским шахом. В 1732 году получил чин тайного советника.
В 1733 году снова сделан сенатором и президентом Коммерц-коллегии.
В 1734 году участвовал с графом А. И. Остерманом в заключении торгового трактата с Великобританией.
В 1737 году участвовал в работе Немировского конгресса.
Умер в 1739 году в Санкт-Петербурге.

## Произведения
- «Рассуждение о причинах Шведской войны», посвящена Петру Петровичу;
- великое множество министерских писем;
- и по мнению некоторых сочинил Журнал Петра Великого, которого I часть издана в 1769 году[2].

## Вклад в развитие русской почты
П. П. Шафиров внёс большой вклад в развитие русской почты, которую возглавлял с 1701 года по 1723 год. В первой редакции Табели о рангах 1722 года указан состоящий в 5-м классе чин Шафирова — генерал почт-директор, первый в России.

## Семья
Отец — Павел Павлович Шафиров, переводчик Посольского приказа.
Жена — Анна Степановна (Самойловна) Копьева. Дети (носили баронский титул):

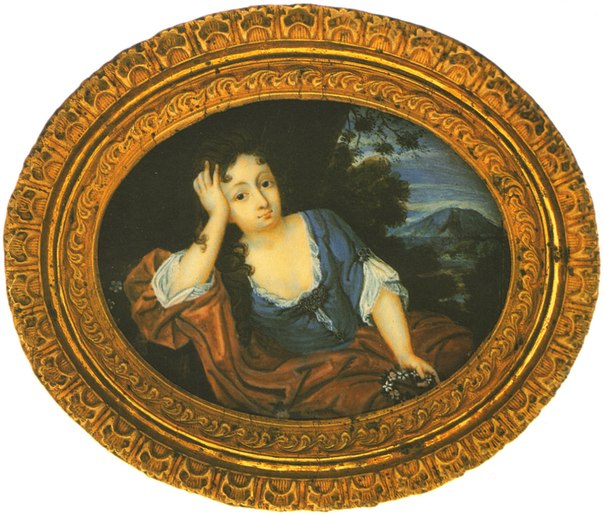
Старшая дочь — княгиня Анна Петровна Гагарина

- Анна, замужем за князем Алексеем Матвеевичем Гагариным, сыном первого сибирского губернатора М. П. Гагарина; у них сын Матвей и дочь Анна.
- Мария, замужем за Михаилом Михайловичем Салтыковым, сенатором, действительным статским советником; у них сын Александр.
- Екатерина, замужем за князем Василием Петровичем Хованским, шталмейстером Елизаветы Петровны, обер-президентом Главного магистрата.
- Марфа (1697—1762), замужем за князем Сергеем Григорьевичем Долгоруковым; их правнуком был поэт П. А. Вяземский.
- Наталья (1698—1728), замужем за графом Александром Фёдоровичем Головиным (1694—1731), сыном Ф. А. Головина.
- Исай (1699—1756) — обучался за границей, служил в герольдмейстерской конторе, затем переводчиком при отце, советником в вотчинной и коммерц-коллегиях (до 1740); за пристрастие к спиртным напиткам и карточной игре содержался, по повелению императрицы Елизаветы Петровны, несколько лет в московском Донском монастыре, где, вероятно, и умер; с 1721 года был женат на Евдокии Андреевне Измайловой (1704—1750), дочери А. П. Измайлова[11]; их дети:
  - Анна (1726—1783), замужем за Петром Михайловичем Власовым (1726—1799), капитаном гвардии, основателем усадьбы Горушки.
  - Пётр (1727—?), имел воспитанницу Варвару Петровну Фирову, вышедшую замуж за князя Александра Николаевича Ромодановского-Ладыженского.
  - Марфа (1729—1786), с 1756 года фрейлина, с 1759 года замужем за Александром Григорьевичем Петрово-Соловово, генерал-лейтенантом, действительным тайным советником, была его первой женой; «сухая, дурнолицая, с журавлиной шеей», как отзывалась о Шафировой императрица Елизавета Петровна, была одно время предметом увлечения троюродного брата её мужа — великого князя Петра Фёдоровича.
  - Василий (1731—?), секунд-майор 1-го Московского пехотного полка.
  - Наталья (1740—21.07.1796), замужем за Петром Богдановичем Пассеком, генерал-губернатором Могилёвского и Полоцкого наместничеств.
  - Павел (1738—?), женат на княжне Анне Алексеевне Кропоткиной (?—1820).
  - Мария (1736—1799), замужем (с 1763) за князем Николаем Ивановичем Ромодановским-Ладыженским (1746—1803).
  - Екатерина, замужем за князем Михаилом Сергеевичем Волконским (1745—1812).

## Награды
- орден Великодушия (Пруссия)
- орден Белого орла
- орден Андрея Первозванного (30.05.1719)

## В литературе
Шафиров стал главным героем романа Д. П. Маркиша «Еврей Петра Великого» (2001). Он действует также в романах  А. Н. Толстого «Пётр Первый» и А. М. Родионова «Князь-раб» (2007).